# Counting Bodies Like Sheep to the Rhythm of the War Drums
«Counting Bodies Like Sheep to the Rhythm of the War Drums» (с англ. — «Считая трупы, как овец, в ритме боевых барабанов») — промосингл американской рок-группы A Perfect Circle с их третьего студийного альбома eMOTIVe. В то время как альбом в основном состоит из кавер-версий песен, композиция вместе с ведущим синглом «Passive» были единственными двумя оригинальными записями.
Данная композиция содержит много лирических сходств с песней «Pet» с предыдущего альбома группы Thirteenth Step. Вокалист и автор текстов Мэйнард Джеймс Кинан описал «Counting Bodies Like Sheep…» как концептуальное продолжение песни. В то время как в первом затрагивается тема зависимости, «Counting Bodies Like Sheep…» фокусируется на политических программах. Сведённая Дэнни Лонером, музыка выполнена полностью в электронном жанре, без участия гитар.

## Музыкальное видео
Видеоклип на «Counting Bodies Like Sheep to the Rhythm of the War Drums» анимировано и посвящено политической теме. Видео начинается с того, что символ мира разваливается на части и исчезает из поля зрения. Нефтяная вышка начинает вращаться, а кровь медленно стекает по экрану. В следующей сцене мальчик, спускающийся с дерева, встречает мужчину, который оказывается президентом США Джорджем У. Бушом верхом на лошади. Лошадь испускает небольшой звук и убегает рысью. Мальчик садится и смотрит телевизор, и медленно превращается в овцу, в то время как самолет летит сзади и сбрасывает бомбы на заднем плане. Затем Буш заходит в класс с маленьким телевизором в руках. Он кладёт его на стол учителя и уничтожает учебники ученика. Видеоклип продолжается таким образом до середины, далее Буш плывет по морю крови. Он въезжает в город, одетый как римский император, верхом на колеснице, запряжённой овцами. Через мгновение он появляется в танке. По мере того как он продвигается по городу, телевизоры выпадают из окон, образуя своего рода дорогу для Буша.
Затем он начинает маршировать по окрестностям, а за ним следует стадо овец. Телевизоры начинают образовывать коридор с высокими стенами. Пока овцы продолжают маршировать, одна из них поворачивается, встает и начинает карабкаться по стене из телевизоров. Когда овца приближается к вершине, другая овца встаёт и помечает её буквой «S». В то же время на телевизорах, составляющих стену, отображается слово «Sedition» (с англ. — «Подстрекательство к мятежу»). Рука с нарисованным на ней республиканским слоном появляется из облаков, поднимает заклеймённую овцу и бросает его в мясорубку. Животное появляется в виде дизайнерского пальто, а затем его надевает знаменитость. В следующей сцене две овцы встают и начинают пинать «телевизионную» стену. Затем эти две овцы помечаются знаком «S» и пронзаются двумя флажками с надписью «Traitor» (с англ. — «Предатель»). Остальная часть бригады следует за Бушем к обрыву, где он направляет их через край в пылающий огонь. Затем лицо Джорджа Буша поворачивается к зрителю, намекая на то, что он также гипнотизирует зрителя.

## Список композиций
| №  | Название                                                    | Длительность |
| -- | ----------------------------------------------------------- | ------------ |
| 1. | «Counting Bodies Like Sheep to the Rhythm of the War Drums» | 5:58         |

## Отражение в поп-культуре
Песня использовалась в многочисленных трейлерах и телевизионных роликах для фильмов, телешоу и видеоигр, включая «Фантастическую четверку», «Опасные пассажиры поезда 123», «RAGE», «Пропавший», «Готэм» и «Карточный домик», в дополнение к промо-акции UFC 167: «Сен-Пьер — Хендрикс» PPV.